# Qingyang, Chengdu
Qingyang är ett stadsdistrikt och säte för stadsfullmäktige i Chengdu i Sichuan-provinsen i sydvästra Kina.